# Odenas
Odenas ist eine französische Gemeinde mit 943 Einwohnern (Stand: 1. Januar 2022) im Département Rhône in der Region Auvergne-Rhône-Alpes. Odenas gehört zum Arrondissement Villefranche-sur-Saône und zum Kanton Belleville-en-Beaujolais.

## Geografie
Odenas befindet sich etwa zwölf Kilometer nordnordwestlich von Villefranche-sur-Saône. Sie gehört zum Weinbaugebiet Bourgogne. Umgeben wird Odenas von den Nachbargemeinden Quincié-en-Beaujolais im Norden und Westen, Saint-Lager im Nordosten, Charentay im Osten, Saint-Étienne-des-Oullières im Süden sowie Saint-Étienne-la-Varenne im Südwesten.

## Bevölkerungsentwicklung
| Jahr                       | 1962 | 1968 | 1975 | 1982 | 1990 | 1999 | 2006 | 2013 |
| Einwohner                  | 636  | 641  | 605  | 706  | 750  | 735  | 711  | 896  |
| Quellen: Cassini und INSEE |      |      |      |      |      |      |      |      |

## Sehenswürdigkeiten
- Kirche
- Schloss La Chaize aus dem 17. Jahrhundert, Monument historique seit 1972

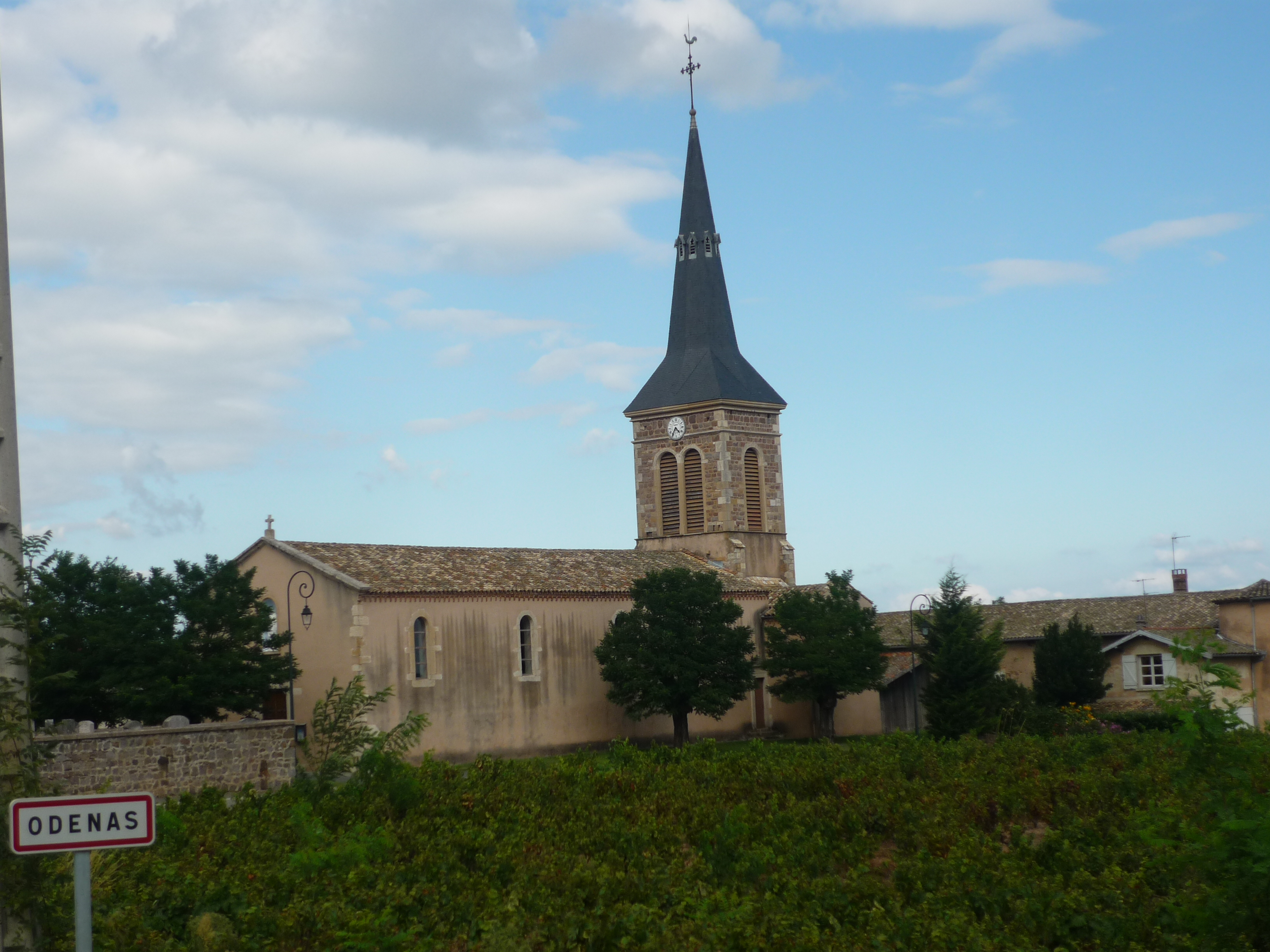
Kirche
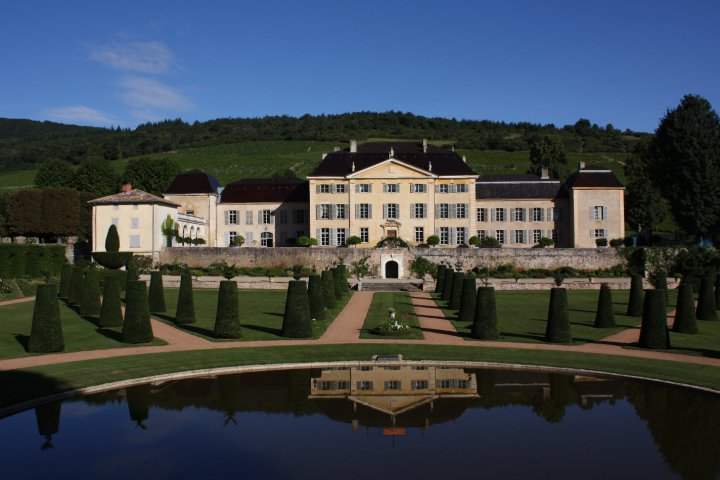
Schloss La Chaize

## Gemeindepartnerschaft
Mit der spanischen Gemeinde Òdena in der Provinz Barcelona (Katalonien) besteht eine Partnerschaft.